# 3438 Inarradas
3438 Inarradas è un asteroide della fascia principale. Scoperto nel 1974, presenta un'orbita caratterizzata da un semiasse maggiore pari a 3,0479896 au e da un'eccentricità di 0,2035832, inclinata di 15,30331° rispetto all'eclittica.
L'asteroide è dedicato all'Istituto argentino di radio astronomia, tramite un acronimo basato sul suo nome in spagnolo: Instituto Argentino de Radioastronomía.